# Лауро, Херман
Херман Лухан Лауро (исп. Germán Luján Lauro; род. 2 апреля 1984, Тренке-Лаукен, Буэнос-Айрес) — аргентинский легкоатлет, толкатель ядра и метатель диска, участник двух летних Олимпийских игр, двукратный призёр Панамериканских игр, многократный победитель чемпионатов Южной Америки.

## Спортивная биография
Заниматься лёгкой атлетикой Лауро начал в школе под руководством своего учителя физкультуры Карлоса Льеры. На молодёжном уровне Херман неоднократно участвовал в мировых юниорских чемпионатах. С 2006 года Лауро стал регулярно побеждать на чемпионате Южной Америки по лёгкой атлетике, причём часто ему удавалось за один турнир побеждать и в толкании ядра и в метании диска. На Панамериканских играх 2007 года в Рио-де-Жанейро Херман дважды был близок к завоеванию медали, но в ядре он стал 5-м, а в диске 4-м.
В 2008 году Лауро принял участие в летних Олимпийских играх в Пекине. В квалификационном раунде в толкании ядра аргентинский спортсмен, показав невысокий результат 19,02, занял в итоговом протоколе 31-е место и выбыл из дальнейшей борьбы за медали. На Панамериканских играх 2011 года Лауро стартовал только лишь в толкании ядра и это дало свой результат. Аргентинский легкоатлет с результатом 20,41 метра стал бронзовым призёром Игр.
На летних Олимпийских играх в Лондоне Лауро выступил в двух дисциплинах. В метании диска аргентинский спортсмен, показав крайне низкий для себя результат 57,54 метра, занял в квалификации 37-е место и не смог отобраться в следующий раунд. В квалификации соревнований в толкании ядра Лауро уверенно выполнил квалификационный норматив и прошёл в решающий раунд соревнований. В финале Херман в третьей попытке отправил ядро на 20,84 метра, что стало новым национальным рекордом и позволило по итогам соревнований занять очень высокое 6-е место. 10 мая 2013 года на соревнованиях в Катаре Лауро установил рекорд Южной Америки в толкании ядра, бросив снаряд на 21,26 метра. В 2014 году Лауро победил на Южноамериканских играх в толкании ядра и стал третьим в метании диска. В 2015 году Лауро во второй раз стал бронзовым призёром Панамериканских игр в толкании ядра. На чемпионате мира 2015 года в Пекине аргентинский спортсмен пробился в финал в толкании ядра, где стал 9-м.
В 2016 году Лауро принял участие в своих третьих Олимпийских играх. Первая квалификационная попытка в толкании ядра стала для аргентинца самой успешной. Лауро показал результат 19,89 и вышел на 4-е место, однако затем соперникам удалось показать более дальние результаты, а две заключительные попытки у Лауро оказались слабее. В результате по итогам квалификации Херман Лауро показал 19-й результат и завершил борьбу за медали.